# Adelges lapponicus
Adelges lapponicus är en insektsart. Adelges lapponicus ingår i släktet Adelges och familjen barrlöss. Inga underarter finns listade i Catalogue of Life.